# Нина (типография)
Нина — нелегальная типография, организованная в июле 1901 года в Баку группой агентов газеты «Искра» в Российской империи, в которую входили «Ладо» — В. З. Кецховели, Л. Б. Красин, «Нина» — социал-демократ Н. П. Козеренко, А. С. Енукидзе и Л. Е. Гальперин. Поначалу всё оборудование типографии состояло из единственного печатного станка, который В. З. Кецховели и А. Енукидзе собрали на базе списанной типографской машины. В целях конспирации типография многократно меняла свои адреса в Баку.

## История
С сентября 1901 года типография стала печатать первую нелегальную грузинскую социал-демократическую газету искровского направления «Брдзола» («Борьба»). Потом там печатались издания «Искры» и перепечатывались отдельные номера самой «Искры».

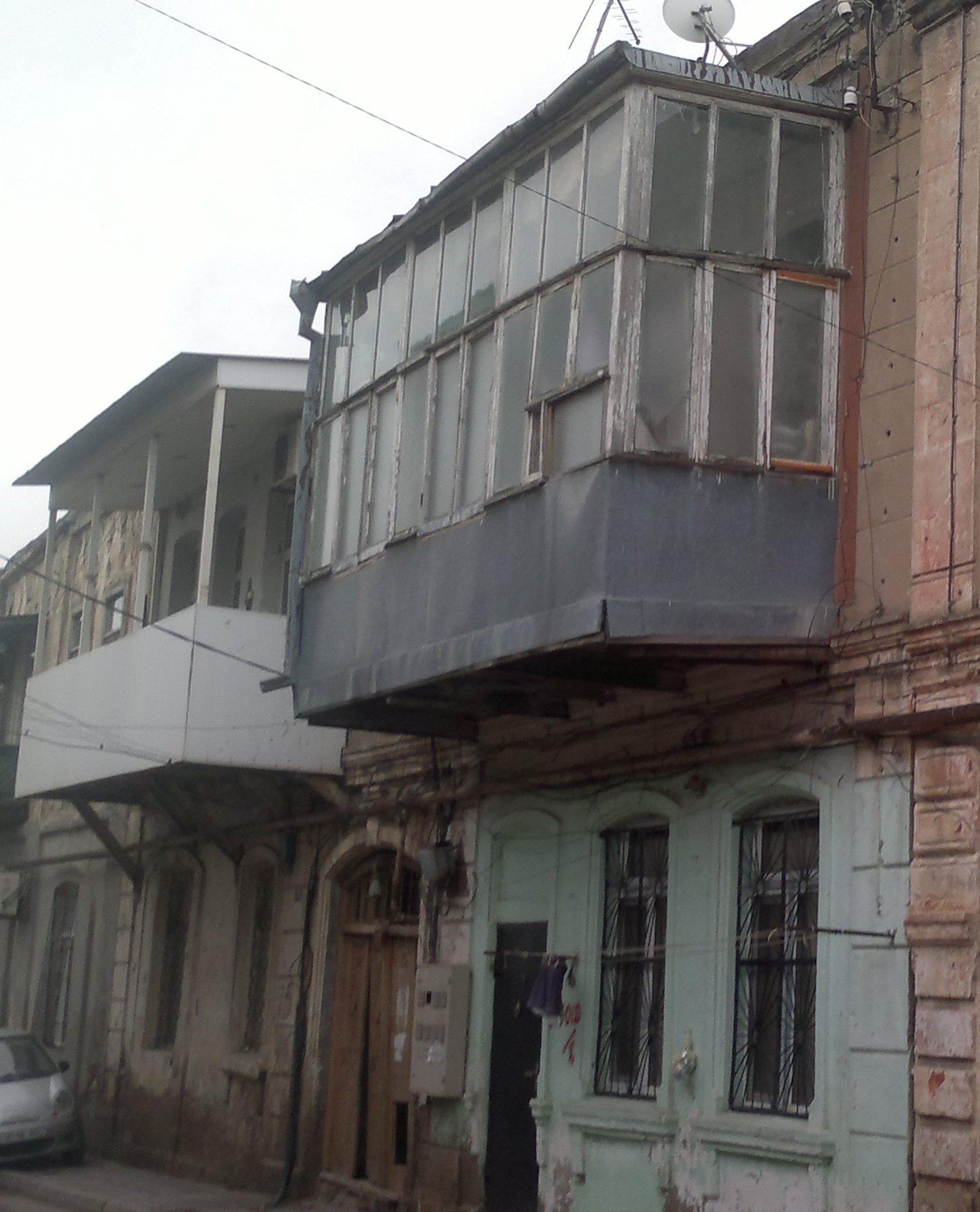
Дом № 77 по Нижне-Тазапирской улице (ныне — Мирза Фатали, № 75), где в 1902—1903 гг. помещалась нелегальная типография «Нина».

Через несколько месяцев Ладо Кецховели и Авель Енукидзе были арестованы и руководство типографией перешло к Л. Б. Красину и Т. Енукидзе.
Ими, в частности, в 1903 году был организован благотворительный концерт В. Комиссаржевской, на деньги от которого для типографии был закуплен в Германии и переправлен в Баку современный печатный станок. В дальнейшем типографию оснастили и другим полиграфическим оборудованием.
Печатные мощности типографии позволяли ей обеспечивать социал-демократической литературой всю территорию Российской Империи. Причём на определённом этапе производительность типографии превосходила потребности РСДРП и, чтобы избежать вынужденных простоев, типография принимала к печати литературу эсеров и других антиправительственных партий.
В октябре 1903 года, после того, как «Искра» перешла в руки меньшевикам, бакинские большевики с целью сохранения типографии «Нина» перевели её в новое помещение в доме № 102 по 1-й Параллельной улице (позже — Искровская, ныне Али-бека Гусейнзаде). «Нина» стала главной типографией ЦК РСДРП. Старая типография, которая была расположена в доме по Нижне-Тазапирской улице (ныне — ул. М. Ф. Ахундова) некоторое время продолжала оставаться органом ЦК. Название «Нина» дали новой типографии, а старая стала носить условное название «Надя». Летом 1904 года типография «Надя» закрылась из-за нехватки средств, её печатная машина была отправлена в Тифлис и отдана Авлабарской нелегальной типографии Кавказского Союза РСДРП.

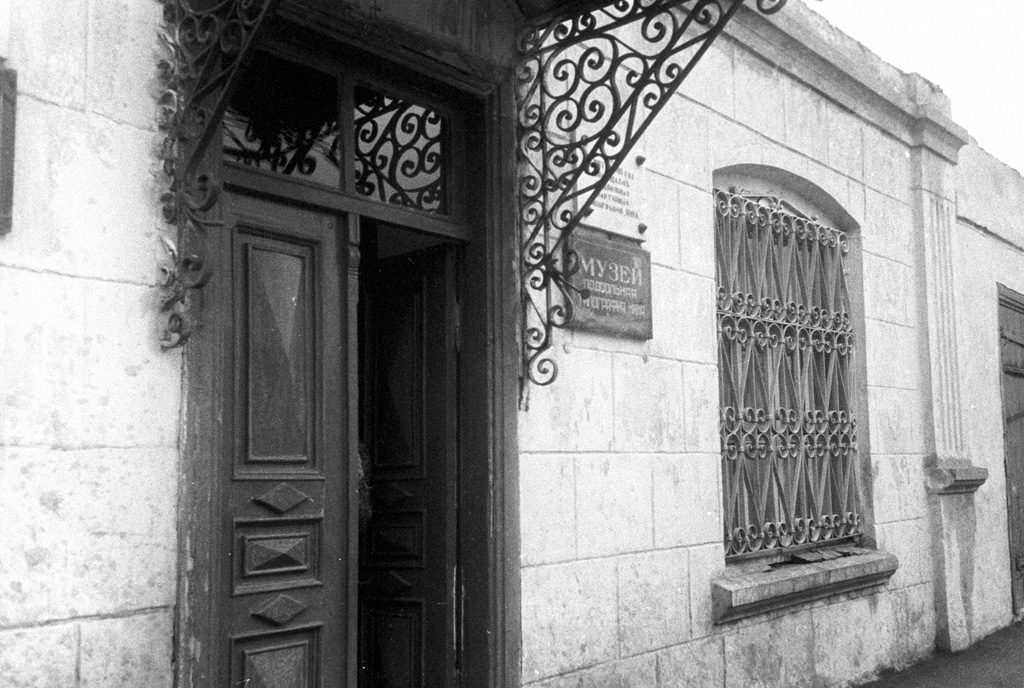
Дом-музей подпольной типографии «Нина», где в 1903—1905 годах печаталась газета «Искра». Азербайджан, Баку, август 1969 года.

Новое здание типографии было строго законспирировано. Дом имел несколько комнат и был обнесён высокой стеной. К нему прилегало небольшое здание с длинным сараем, годным под конюшню. Один из активных работников типографии — Вано Стуруа в своих воспоминаниях писал:
Из первого дома, где мы жили, устроили подземный ход в закрытую половину конюшни. Ход начали из стенного шкафа и довели его в глубину до двух с половиной аршин. Внутри у нас были дубовые рамы, цементная облицовка…, двери на шарнирах, блок с примитивной подъёмной машиной, калильная лампа с сеткой. По блоку спускались и поднимались мы сами и поднимали грузы. Снаружи всё было окрашено под цвет стены. Всю эту работу проделали мы сами в течение полутора месяцев. Машина была установлена в закрытой половине конюшни, стена была завалена сеном. В открытой половине мы поместили специально купленный фаэтон и лошадей, которых едали фаэтонщику Гусейн-Ага.
В 1905 году после III (Лондонского) съезда РСДРП руководство типографией стало полностью большевистским.
Типография ликвидирована в январе 1906 года по решению ЦК РСДРП.
«На Кавказе была в первые годы столетия оборудована отличная подпольная типография, сыгравшая немалую роль в подготовке первой революции (1905 г.)», — писал о ней Лев Троцкий в своей книге «Портреты революционеров».

## В культуре
- Типографии «Нина» посвящён роман Сабита Рахмана «Нина» (1955).